# الجلحوفيه الصرعة (عبس)

تعديل مصدري - تعديل

الجلحوفيه الصرعة هي إحدى قرى عزلة مطولة بمديرية عبس التابعة لمحافظة حجة، بلغ تعداد سكانها 229 نسمة حسب تعداد اليمن لعام 2004.